# پیغام اهل دل
پیغام اهل دل یا همایون‌مثنوی نام آلبوم موسیقی سنتی ایرانی است با صدای محمدرضا شجریان. این اثر در آذر سال ۱۳۶۳ اجرا و در سال ۱۳۷۴ منتشر شد. این اثر در دستگاه همایون و مرکب‌خوانی اجرا شده‌است.
غزل‌های خوانده شده در این آلبوم، از فخرالدین عراقی و فیض کاشانی است.

## شرح

### اعضای گروه
- خواننده: محمدرضا شجریان
- سنتور: منصور صارمی
- تدوین: همایون شجریان
- طرح: مژگان شجریان

### فهرست
1. تکنوازی سنتور، مدت: ۴:۴۵
2. ساز و آواز، درآمد همایون (فرازهای اول و دوم)، شعر از عراقی، مدت ۴:۵۲
3. ادامهٔ آواز،	چکاوک (فرازهای اول و دوم) - حصار، بیات راجع، عشاق، شور، رضوی، جامه‌دران، فرود به همایون، مدت ۱۶:۳۲
4. ادامهٔ آواز،	قرایی، رهاب، عراق، نهیب، حزین، جامه‌دران و فرود، مدت ۱۰:۲۹
5. ادامهٔ آواز،	بختیاری، نی‌داوود، شعر عراقی، مدت ۳:۲۶
6. ادامهٔ آواز،	دیلمان همایون، عشاق و فرود به همایون، شعر از عراقی، مدت ۵:۲۲
7. ادامهٔ آواز،	مثنوی همایون و بیداد و عشاق، شوشتری، شعر از فیض کاشانی، مدت ۷:۴۳

این آلبوم درمجموع ۵۳:۰۹ بود.

## ترانه‌ها[۱]

### ترانهٔ یکم: بود آیا که خرامان ز درم بازآیی
آواز همایون، شعر از عراقی.

(درآمد اول همایون)

بود آیا

بود آیا که خرامان ز درم بازآیی
گره از کار فروبسته ما بگشایی
گره از کار فروبسته ما بگشایی
(درآمد دوم همایون)

نظری کن

نظری کن که به جان آمدم از دلتنگی

گذری کن
گذری کن که خیالی شدم از تنهایی
(چکاوک)

گفته بودی که بیایم

گفته بودی که بیایم چو به جان آیی تو

گفته بودی که بیایم چو به جان آیی تو

من به جان آمدم
من به جان آمدم اینک تو چرا می‌نایی
(حصار)

بس که سودای سر زلف تو پختم به خیال

بس که سودای سر زلف تو پختم به خیال

عاقبت چو سر زلف تو شدم سودایی
عاقبت چو سر زلف تو شدم سودایی
(بیات راجع)

همه عالم به تو می‌بینم و این نیست عجب

همه عالم به تو می‌بینم و این نیست عجب

به که بینم که تویی چشم مرا بینایی
(بیات راجع + حزین)

پیش ازین گر دگری در دل من می‌گنجید

پیش ازین گر دگری در دل من می‌گنجید
جز تو را نیست کنون در دل من گنجایی
(عشاق)

جز تو

جز تو اندر نظرم هیچ کسی می‌ناید

جز تو اندر نظرم هیچ کسی می‌ناید
وین عجب‌تر
وین عجب‌تر که تو خود روی به کسی ننمایی
(عشاق)

گفتی

گفتی از لب بدهم کام عراقی روزی
وقت آن است
وقت آن است که آن وعده وفا فرمایی
(عشاق + فرود به شور)

بیا که بی تو به جان آمدم ز تنهایی
نماند صبر و
نماند صبر و مرا بیش از این شکیبایی
(درآمد شور)

بیا که جان مرا بی تو نیست برگ حیات

بیا
بیا که چشم مرا بی تو نیست بینایی
(رضوی)

ز بس که بر سر کوی تو

ز بس که بر سر کوی تو ناله‌ها کردم
بسوخت بر من مسکین دل تماشایی
(جامه‌دران + فرود به همایون)

ز چهره پرده برانداز

ز چهره پرده برانداز تا سراندازی
روان فشاند بر روی تو ز شیدایی
(قرایی در پرده افشاری)

دلی دارم چه دل؟ محنت سَرایی
که در وی خوشدلی را نیست راهی
(رُهاب)

دل مسکین چرا غمگین نباشد
که در عالم نیابد دلربایی
(رُهاب)

چگونه غرق خونابه نباشم
که دستم می‌نگیرد آشنایی
(عراق)

بمیرد دل چو دلداری نبیند

بمیرد دل چو دلداری نبیند
بکاهد جان چو نبود جانفزایی
(عراق)

بنالم بلبل آسا

بنالم بلبل آسا چون نیابم
ز باغ دلبران بوی وفایی
(عراق + حزین)

نه دل را در تحیر پایبندی
نه جان را جز تمنا دلگشایی
(عراق + ورود به اصفهان)

در این وادی فرو شد کاروان‌ها
که کس نشنید آواز درایی
(بیداد)

در این ره هر نفس صد خون بریزد

در این ره

در این ره هر نفس صد خون بریزد
نیارد خواستن کس خونبهایی
(درآمد همایون)

دل من چشم می‌دارد

دل من چشم می‌دارد کزین ره
بیابد بهر چشمش توتیایی
بیابد بهر چشمش توتیایی
(بختیاری)

چه خوش باشد

چه خوش باشد که دلدارم تو باشی
ندیم و مونس و یارم تو باشی
(بختیاری)

دل پردرد را درمان تو سازی
شفای جان بیمارم تو باشی
(نی داوود)

اگر جمله جهانم خصم گردند

اگر جمله جهانم خصم گردند
نترسم چون نگهدارم تو باشی
نترسم چون نگهدارم تو باشی
(دیلمان در پردهٔ دشتی)

همی‌نالم

همی‌نالم چو بلبل در سحرگاه
به بوی آنکه گلزارم تو باشی
(دیلمان)

چو گویم وصف حسن ماهرویی
غرض زان زلف و رخسارم تو باشی
غرض زان زلف و رخسارم تو باشی
(فرود به شور)

اگر نام تو گویم ور نگویم
مراد جمله گفتارم تو باشی
(عشاق و فرود به همایون)

از آن دل در تو بندم چون عراقی
که می‌خواهم که دلدارم تو باشی

### ترانهٔ دوم: یک نظر مستانه کردی عاقبت
آواز مثنوی همایون، شعر از فیض کاشانی

(درآمد همایون)

یک نظر مستانه کردی عاقبت
عقل را دیوانه کردی عاقبت
(درآمد همایون)

با غم خود آشنا کردی مرا
از خودم بیگانه کردی عاقبت
(درآمد همایون)

در دل من گنج خود کردی نهان

در دل من گنج خود کردی نهان
جای در ویرانه کردی عاقبت
جای در ویرانه کردی عاقبت
(بیداد)

سوختی در شمع رویت جان من
چارهٔ پروانه کردی عاقبت
(بیداد)

قطره اشک مرا کردی قبول
قطره را دُردانه کردی عاقبت
قطره را دُردانه کردی عاقبت
(بیداد)

کردی اندر کل موجودات سیر

کردی اندر کل موجودات سیر
جان من کاشانه کردی عاقبت
(بیداد)

زلف را کردی پریشان خلق را
خانمان ویرانه کردی عاقبت
(بیداد)

مو به مو را جای دل‌ها ساختی
مو به دل‌ها شانه کردی عاقبت
(شوشتری)

در دهان خلق افکندی مرا

در دهان خلق افکندی مرا
فیض را افسانه کردی عاقبت
(فرود)

کردی اندر کل موجودات سیر
جان من کاشانه کردی عاقبت

## منبع
- جلد اثر
- تارنمای محمدرضا شجریان

1. ↑  پایگاه مجازی تخصصی لطیفهٔ نهانی، برگرفته از کتاب هزار گلخانهٔ آواز، نوشته حمید جواهریان.